# Fusaea longifolia
Fusaea longifolia är en kirimojaväxtart som först beskrevs av Jean Baptiste Christophe Fusée Aublet och som fick sitt nu gällande namn av William Edwin Safford.
Fusaea longifolia ingår i släktet Fusaea och familjen kirimojaväxter. Inga underarter finns listade i Catalogue of Life.